# Jennifer Morrison

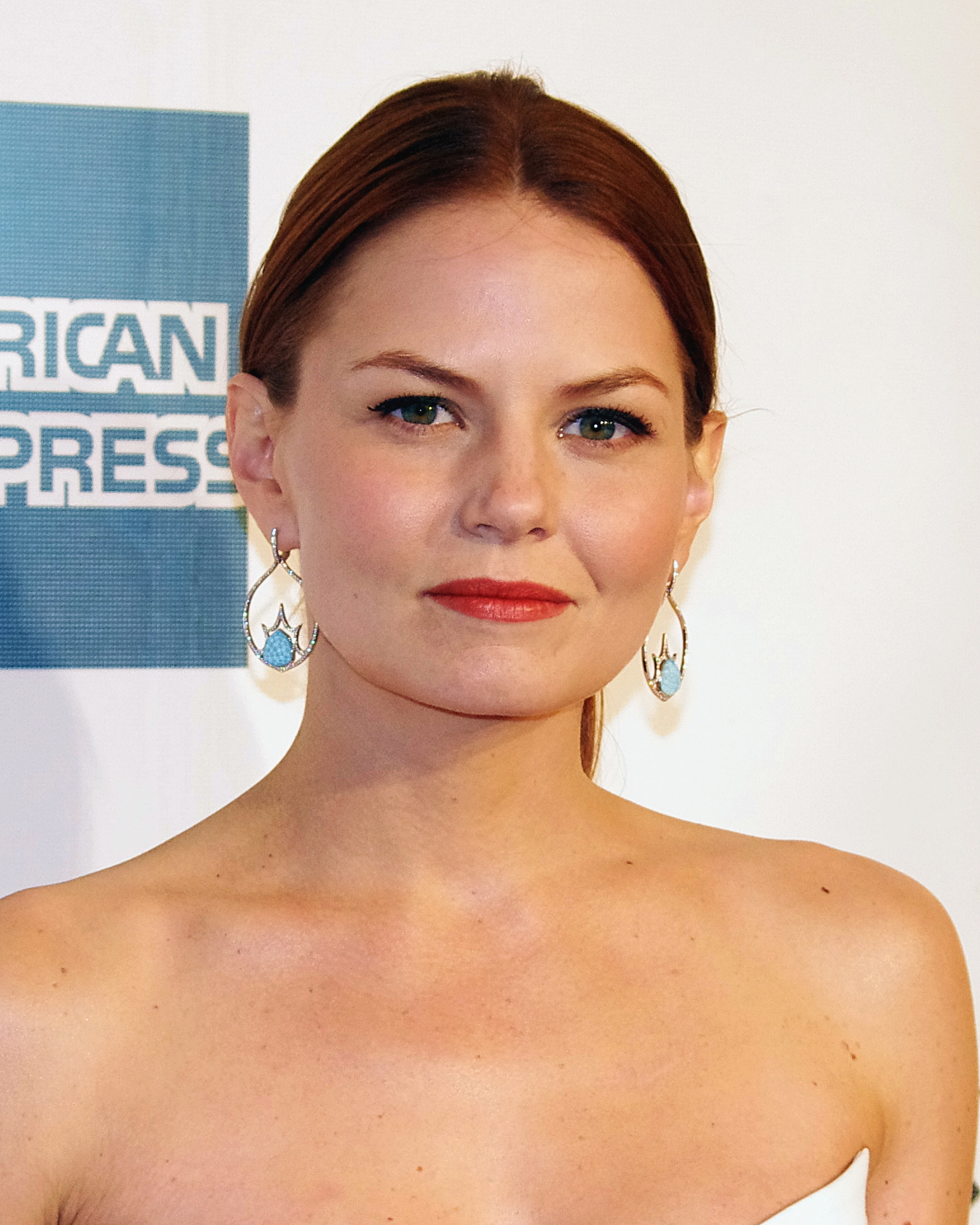
Jennifer Morrison (2012)

Jennifer Marie Morrison (ur. 12 kwietnia 1979 w Chicago) – amerykańska aktorka, modelka i producentka filmowa. Występowała jako dr Allison Cameron w serialu Dr House i Emma Swan w Dawno, dawno temu.

## Życiorys
Córka Davida i Judy Morrisonów, starsza siostra Julie i Daniela. Będąc dzieckiem pojawiała się w reklamach, a debiut aktorski zaliczyła w wieku piętnastu lat, kiedy to wcieliła się w filmową córkę Sharon Stone i Richarda Gere'a w filmie Na rozstaju (Intersection, 1994). Uczęszczała do liceum Prospect High School w Illinois, gdzie śpiewała w chórze, grała na klarnecie w orkiestrze maszerującej i zajmowała się cheerleadingiem. W 1997 roku rozpoczęła studia na Loyola University Chicago, a po ich ukończeniu, trzy lata później, przeprowadziła się do Los Angeles, gdzie rozpoczęła karierą aktorską.
Jeszcze w trakcie studiów wystąpiła w niewielkiej roli Samanthy Kozac w thrillerze Opętanie (Stir of Echoes, 1999), w którym partnerowała Kevinowi Baconowi. Pierwszą główną rolę odegrała w slasherze Ulice strachu II: Ostatnia odsłona (Urban Legends: Final Cut, 2000). Jennifer wcieliła się w tym filmie w postać studentki wydziału reżyserii Amy Mayfield, która jest prześladowana przez psychopatycznego mordercę, grasującego na kampusie uniwersyteckim. Od tej pory Jennifer występowała w serialach telewizyjnych i w efekcie otrzymała rolę w serialu stacji FOX Dr House (House, M.D.), za którą – wraz z innymi członkami obsady – otrzymała nominację do nagrody Screen Actors Guild Award.

## Filmografia
| Rok             | Tytuł                            | Rola               | Uwagi                     |
| --------------- | -------------------------------- | ------------------ | ------------------------- |
| 1994            | Na rozstaju                      | Meaghan Eastman    | jako Jenny Morrison       |
| 1994            | Cud na 34. ulicy                 | Denice             | jako Jenny Morrison       |
| 1999            | Opętanie                         | Samantha Kozac     | jako Jenny Morrison       |
| 2000            | Ulice strachu: Ostatnia odsłona  | Amy Mayfield       |                           |
| 2001            | The Zeroes                       | Joyce              |                           |
| 2002            | Gruba ryba – bukmacher z kampusu | Callie             |                           |
| 2002            | Nantucket                        | Alicia             |                           |
| 2002            | Girl Fever                       | Annie              |                           |
| 2003            | Design                           | Sonya Mallow       |                           |
| 2003            | Grind                            | Jamie              |                           |
| 2004            | Jak przeżyć święta               | Missy Vanglider    |                           |
| 2004            | The Sure Hand of God             | Lily Bowser        |                           |
| 2004            | Mall Cop                         | Chris              |                           |
| 2004            | Lift                             | Sarah              |                           |
| 2004–2010, 2012 | Dr House                         | Dr Allison Cameron | główna obsada             |
| 2005            | Mr. & Mrs. Smith                 | Jade               |                           |
| 2006            | Flourish                         | Gabrielle Winters  | także produkcja           |
| 2007            | Wielki Stach                     | Mindy              |                           |
| 2007            | The Murder of Princess Diana     | Rachel             |                           |
| 2008            | Table for Three                  | Leslie             |                           |
| 2009            | Star Trek                        | Winona Kirk        |                           |
| 2010            | Jak poznałem waszą matkę         | Zoey               | postać drugoplanowa       |
| 2011−2018       | Dawno, dawno temu                | Emma Swan          | główna obsada             |
| 2011            | Wojownik                         | Tess Conlon        |                           |
| 2012            | Stars in Shorts                  | Agent Rachel Mintz | Segment: "Prodigal"       |
| 2012            | Knife Fight                      | Angela             |                           |
| 2013            | Some Girl(s)                     | Sam                |                           |
| 2013            | Alpha Alert                      | por. White         |                           |
| 2014            | The List                         | Katherine Stern    |                           |
| 2015            | To Dust Return                   | Sharon Reynolds    | krótkometrażówka          |
| 2015            | Mattresside                      | Angelica           | krótkometrażówka          |
| 2016            | The Darkness                     | Joy Carter         |                           |
| 2016            | Albion: The Enchanted Stallion   | The Abbess         |                           |
| 2017            | Amityville: Przebudzenie         | Candice            |                           |
| 2017            | Sun Dogs                         | Marie              | też reżyseria i produkcja |
| 2018            | All Creatures Here Below         | Penny              |                           |
| 2019            | Gorący temat                     | Juliet Huddy       |                           |
| od 2019         | Tacy jesteśmy                    | Cassidy Sharp      | postać drugoplanowa       |